# Амелько, Николай Николаевич
Николай Николаевич Амелько (9 (22) ноября 1914, Петроград — 27 июня 2007, Москва) — советский военачальник, адмирал, кандидат военно-морских наук (1965), кандидат в члены ЦК КПСС в 1966—1971 годах, депутат Верховного Совета СССР 7-го и 8-го созывов, лауреат Ленинской премии в области науки (17 апреля 1980) за создание специальной информационной космической системы.

## Начало военной службы
По данным личного дела — русский, по другим данным — белорус, сам Н. Н. Амелько в своих мемуарах указывает, что его родители были белорусы. Отец и мать были рабочими больницы Святой Марии Магдалины на Васильевском острове Петербурга. После ранней смерти матери из-за бедности отца, который не мог содержать один всех детей, с 1916 года жил у родственников в белорусских деревнях, в 1924 году вернулся в Ленинград. Окончил 6 классов школы, работал на писчебумажной фабрике имени Володарского и учился в школе ФЗО при этой фабрике.
В Военно-морском флоте с июня 1931 года. В 1936 году окончил Военно-морское училище им. М. В. Фрунзе. По окончании училища в июне 1936 года был назначен помощником начальника морского отделения разведывательного управления (IV управление) РККА в Москве. В январе 1938 года вместе с одним сотрудником отдела был снят с должности по обвинению в пропаже двух секретных документов, осенью осуждён военным трибуналом Московского военного округа к 3 годам исправительно-трудовых лагерей по статье 193-а Уголовного кодекса РСФСР (халатное отношение к военной службе). После отклонения апелляции был арестован, направлен для отбывания наказания в лагерь в Вологодской области. В феврале 1939 года был освобождён по амнистии со снятием судимости, вернулся в Ленинград, устроился в артель кожгалантереи и обратился к наркому ВМФ с рапортом о восстановлении на флоте.
В марте 1939 года восстановлен в кадрах РККФ. С марта 1939 года проходил службу на учебном судне «Ленинградсовет» Балтийского флота, был командиром электронавигационной группы, а с апреля 1940 года — помощником командира судна. Участник советско-финской войны 1939—1940 годов, будучи назначен во время высадки десанта на остров Сескар 30 ноября 1939 года командиром отряда высадочных плавсредств. В феврале 1941 года назначен командиром учебного судна «Ленинградсовет» (старый корабль 1896 года постройки).

## Великая Отечественная война
Участник Великой Отечественной войны с 1941 года. В первые месяцы войны корабль находился в главной базе флота — Таллине, где он был переоборудован в плавбазу дивизиона катерных тральщиков. Впервые старший лейтенант Н. Н. Амелько отличился в трагическом Таллинском переходе 28—30 августа 1941 года. На борту корабля находилось несколько сотен бойцов и эвакуируемых жителей Таллина. Грамотно и умело управлял кораблём, который имел очень слабое вооружение (2 орудия калибра 76 мм и 4 зенитных пулемёта), поэтому главным стало непрерывное маневрирование в узком протраленном проходе, уклоняясь от атак немецких бомбардировщиков и не допуская попадания авиабомб в корабль. На свой риск провёл корабль через зону минных заграждений южным фарватером у эстонского берега под обстрелом немецкой артиллерии, но зато значительно менее насыщенного морскими минами противника. Более того, во время перехода экипажем «Ленинградсовета» было спасено около 300 человек с погибших кораблей, всех благополучно доставили в Кронштадт. Корабль отделался осколочными повреждениями от разрывов авиабомб. За этот прорыв Амелько был награждён своим первым орденом. 
В дальнейшем участвовал в обороне Ленинграда. С января 1942 года — командир дивизиона сетевых заградителей Охраны водного района Главной базы флота, с сентября 1942 — командир дивизиона катерных тральщиков, с апреля 1943 — командир дивизиона сторожевых кораблей — дымзавесчиков Кронштадтского морского оборонительного района. Находился всю блокаду в Кронштадте, отвечал за проводку конвоев в Финском заливе между Кронштадтом, Ленинградом, островом Лавенсари, Ораниенбаумским плацдармом и другими пунктами под постоянным обстрелом немецких и финских береговых батарей. В июне 1944 года участвовал в Бьёркской десантной операции, где дивизион под его командованием с боем высаживал батальон морской пехоты на остров Пийсари, а при отходе выдержал морской бой с отрядом немецких и финских кораблей. В 1944 году вступил в ВКП(б).

## Послевоенная служба
С апреля 1945 года — начальник штаба бригады траления Балтийского флота. По его словам, Финский залив был настолько сильно «набит» морскими минами, что в кампанию 1945 года его бригада вытраливала до 1000 мин в сутки. С апреля 1949 года — командир 98-й бригады Охраны водного района Рижской военно-морской базы, с января 1952 года — начальник штаба, а с сентября 1953 года — командир 64-й дивизии Охраны водного района 4-го ВМФ.
В 1956 году окончил Высшую военную академию имени К. Е. Ворошилова. С ноября 1956 — начальник штаба Тихоокеанского флота. В июне 1962 года был назначен командующим Тихоокеанским флотом. Под его командованием флот принял первые атомные подводные лодки и организовал их боевую службу, организовал постоянное нахождение кораблей флота в Индийском океане («Индийская эскадра»).
С марта 1969 года — заместитель Главнокомандующего ВМФ СССР по противолодочным силам — начальник противолодочных сил ВМФ (в ВМФ СССР эта должность была введена впервые и Амелько стал первым начальником отечественной ПЛО). С марта 1978 — помощник, с февраля 1979 — заместитель начальника Генерального штаба по ВМФ. В феврале 1986—1987 годах — в Группе генеральных инспекторов Министерства обороны СССР.
С ноября 1987 года — в отставке.
Жил в Москве. С 1988 года работал научным консультантом в научно-координационном центре при Министерстве иностранных дел СССР и консультантом в Центре оперативно-стратегических исследований Генерального штаба Вооружённых сил СССР. Участвовал в многочисленных международных переговорах в Швеции, Великобритании, Франции, Японии и других странах. С 1992 года на пенсии. Активно занимался общественной работой, был заместителем председателя Международного комитета «Мир океанам», членом Международного общественного благотворительного фонда «Победа — 1945 год». Участвовал во многих конференциях, симпозиумах, круглых столах. Писал мемуары.
Похоронен на Троекуровском кладбище.

## Высшие воинские звания
- Контр-адмирал (31 мая 1954)
- Вице-адмирал (9 мая 1961)
- Адмирал (13 апреля 1964)

## Награды
- Орден Почёта (6.06.2005)[8],
- 3 ордена Ленина (1956, 1964, 1967),
- 3 ордена Красного Знамени (1942, 1954, 1972),
- Орден Нахимова I степени (1981),
- Орден Нахимова II степени (8.07.1944),
- 2 ордена Отечественной войны I степени (22.02.1945, 11.03.1985),
- Орден Трудового Красного Знамени (1979),
- 3 ордена Красной Звезды (30.08.1943, 1946, 1963),
- Орден «За службу Родине в Вооружённых Силах СССР» III степени (30.04.1975),
- Медаль «За боевые заслуги» (3.11.1944),
- Медаль «За оборону Ленинграда» (1943),
- Медаль «Ветеран Вооружённых Сил СССР» (1984),
- Медаль «За укрепление боевого содружества» (1981),
- другие медали СССР,
- Ленинская премия в области науки (1980)[2],

иностранные ордена и медали
- Орден Народной Республики Болгария II степени (НРБ, 22.01.1985)
- Медаль «Братство по оружию» в золоте (ГДР, 1.03.1983)
- Медаль «За укрепление дружбы по оружию» в серебре (ЧССР)
- Медаль «100 лет Освобождения Болгарии от османского рабства» (НРБ)
- Медаль «100 лет со дня рождения Георгия Димитрова» (НРБ)
- Медаль «40 лет Победы над гитлеровским фашизмом» (НРБ, 16.05.1985)
- Медаль «Военная доблесть» (Румыния, 31.05.1985)
- Медаль «50 лет Монгольской Народной Армии» (Монголия, 15.03.1971)
- Медаль «30 лет Халхин-Гольской Победы» (Монголия, 26.11.1979)
- Медаль «60 лет Вооружённым силам МНР» (Монголия, 29.12.1981)
- Медаль «20-я годовщина Революционных Вооружённых сил Кубы» (Куба, 1976)
- Медаль «30-я годовщина Революционных Вооружённых сил Кубы» (Куба, 1986)

## Мемуары
- Амелько Н. Н. По зову моря // Военно-исторический архив. — 2001. — № 4-6.
- Амелько Н. Н. В интересах флота и государства: Воспоминания адмирала / Н. Н. Амелько. — М.: Наука, 2003. — 181 с. isbn 5–02–006291-x. Тираж 580 экз.
- Амелько Н. Н. Организация борьбы с минной опасностью в первые послевоенные годы (1946—1949 гг.) // Военно-исторический журнал. — 1978. — № 7. — С.31-36.